# Phreatoicopsis terricola
Phreatoicopsis terricola is een pissebed uit de familie Phreatoicopsidae. De wetenschappelijke naam van de soort is voor het eerst geldig gepubliceerd in 1896 door Spencer & Hall.